# تيودورو سامبايو
تيودورو سامبايو (بالبرتغالية: Teodoro Sampaio‏)؛ بلدية في ولاية باهيا في المنطقة الشمالية الشرقية من البرازيل.